# Seznam angleških astronomov
Seznam angleških astronomov in astrofizikov.

## A
- William de Wiveleslie Abney (1843 – 1920)
- John Couch Adams (1819 – 1892)
- George Biddell Airy (1801 – 1892)
- George Eric Deacon Alcock (1912 – 2000)
- David Axon (1951 – 2012)

## B
- Francis Baily (1774 – 1844)
- John Bainbridge (1582 – 1643)
- John Evan Baldwin (1934 – 2010)
- Edward Bernard (1638 – 1696)
- Mary Adela Blagg (1858 – 1944)
- Roger David Blandford (1949 –)
- Nathaniel Bliss (1700 – 1764)
- John Bevis (1695 – 1771)
- John Gatenby Bolton (1922 – 1993)
- James Bradley (1693 – 1762)
- John Mortimer Brinkley (1763 – 1835)
- Robert Hanbury Brown (1916 – 2002)
- Eleanor Margaret Peachey Burbidge (1919 – 2020)
- Geoffrey Ronald Burbidge (1925 – 2010)

## C
- Richard Christopher Carrington (1826 – 1875)
- Sydney Chapman (1888 – 1970)
- James Challis (1803 – 1882)
- William Henry Mahoney Christie (1845 – 1922)
- Victor Clube (1934 –)
- Andrew Ainslie Common (1841 – 1903)
- Thomas George Cowling (1906 – 1990)
- William Crabtree (1610 – 1644)
- Andrew Claude de la Cherois Crommelin (1865 – 1939)

## D
- George Howard Darwin (1845 – 1912)
- William Rutter Dawes (1799 – 1868)
- Mike Disney

## E
- Arthur Stanley Eddington (1882 – 1944)
- John Evershed (1864 – 1956)

## F
- Andrew Fabian (1948 –)
- Alfred Fowler (1868 – 1940)
- Ralph Howard Fowler (1889 – 1944)

## G
- James Whitbread Lee Glaisher (1848 – 1928)
- Francis Graham-Smith (1923 – 2025)
- Stephen Gray (1666 – 1736)
- Olinthus Gregory
- Stephen Groombridge (1755 – 1832)

## H
- John Hadley
- Edward Robert Harrison (1919 – 2007)
- John Hellins (1749 – 1827)
- Alexander Stewart Herschel (1836 – 1907)
- Caroline Lucretia Herschel (1750 – 1848)
- Antony Hewish (1924 – 2021)  1974
- Jeremiah Horrocks (1618 – 1641)
- Fred Hoyle (1915 – 2001)

## J
- Harold Spencer Jones (1890 – 1960)

## L
- Raymond Arthur Lyttleton (1911 – 1995)
- Joseph Norman Lockyer (1836 – 1920)
- Bernard Lovell (1913 – 2012)
- John William Lubbock (1803 – 1865)
- Donald Lynden-Bell (1935 – 2018)

## M
- John Machin (~1686 – 1751)
- Robert Main (1808 – 1878)
- Patrick Moore (1923 – 2012)
- John Mudge (1721 – 1793)
- Carole Mundell

## P
- John Andrew Peacock (1956 –)
- William Pearson (1767 – 1847)
- Norman Robert Pogson (1829 – 1891)
- Charles Pritchard (1808 – 1893)
- Richard Anthony Proctor (1837 – 1888)

## R
- Martin Ryle (1918 – 1984)
- Warren de la Rue (1815 – 1889)

## S
- Johannes de Sacrobosco (ok. 1195 – ok. 1256)
- Wallace Leslie William Sargent (1935 – 2012)
- Michael John Seaton (1923 – 2007)
- George Shuckburgh-Evelyn (1751 – 1804)
- William Henry Smyth (1788 – 1865)

## V
- Samuel Vince (1749 – 1821)

## W
- Seth Ward (1617 – 1689)
- Simon David Manton White (1951 –)
- Gerald James Whitrow
- Richard van der Riet Woolley (1906 – 1986)
- Thomas Wright (1711 – 1786)
- John Wrottesley (1798 – 1867)